# John Crotty
John Kevin Crotty (Orange, 15 luglio 1969) è un ex cestista statunitense, professionista nella NBA e in Italia.

## Palmarès
- McDonald's All-American Game (1987)
- GBA All-League Team (1992)